# Verbund-Sicherheitsglas

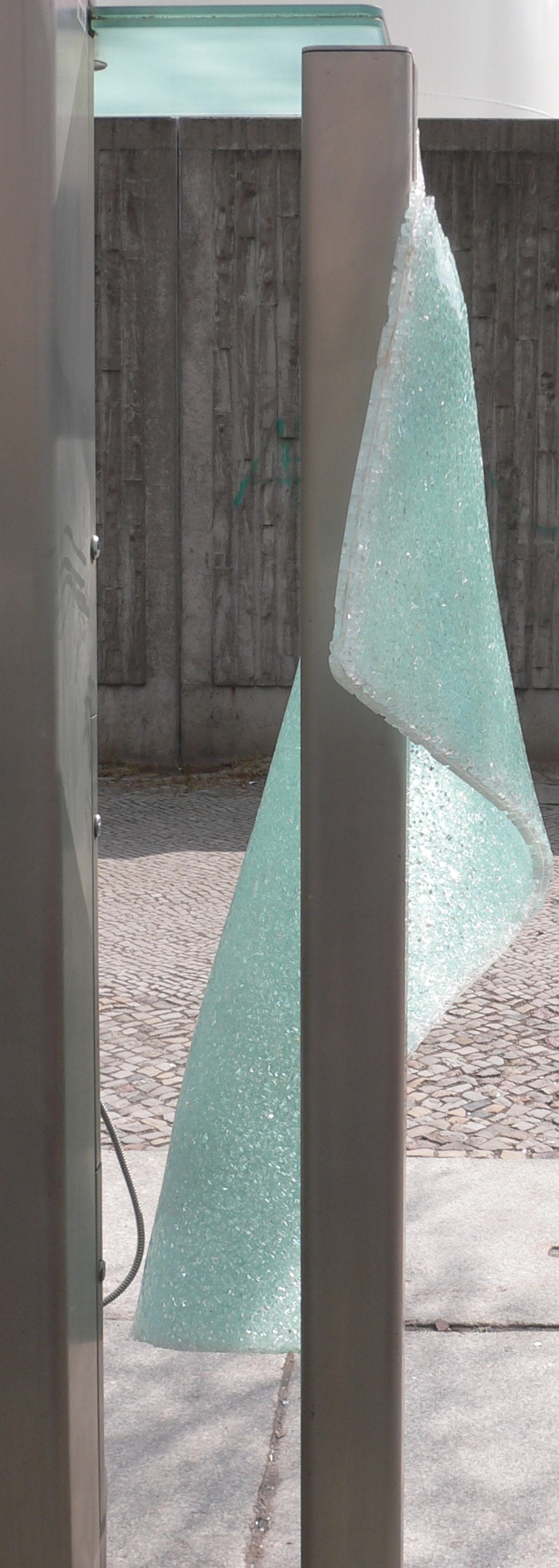
Zerstörtes Verbund-Sicherheitsglas einer Telefonzelle (oben eine noch intakte VSG-Scheibe)

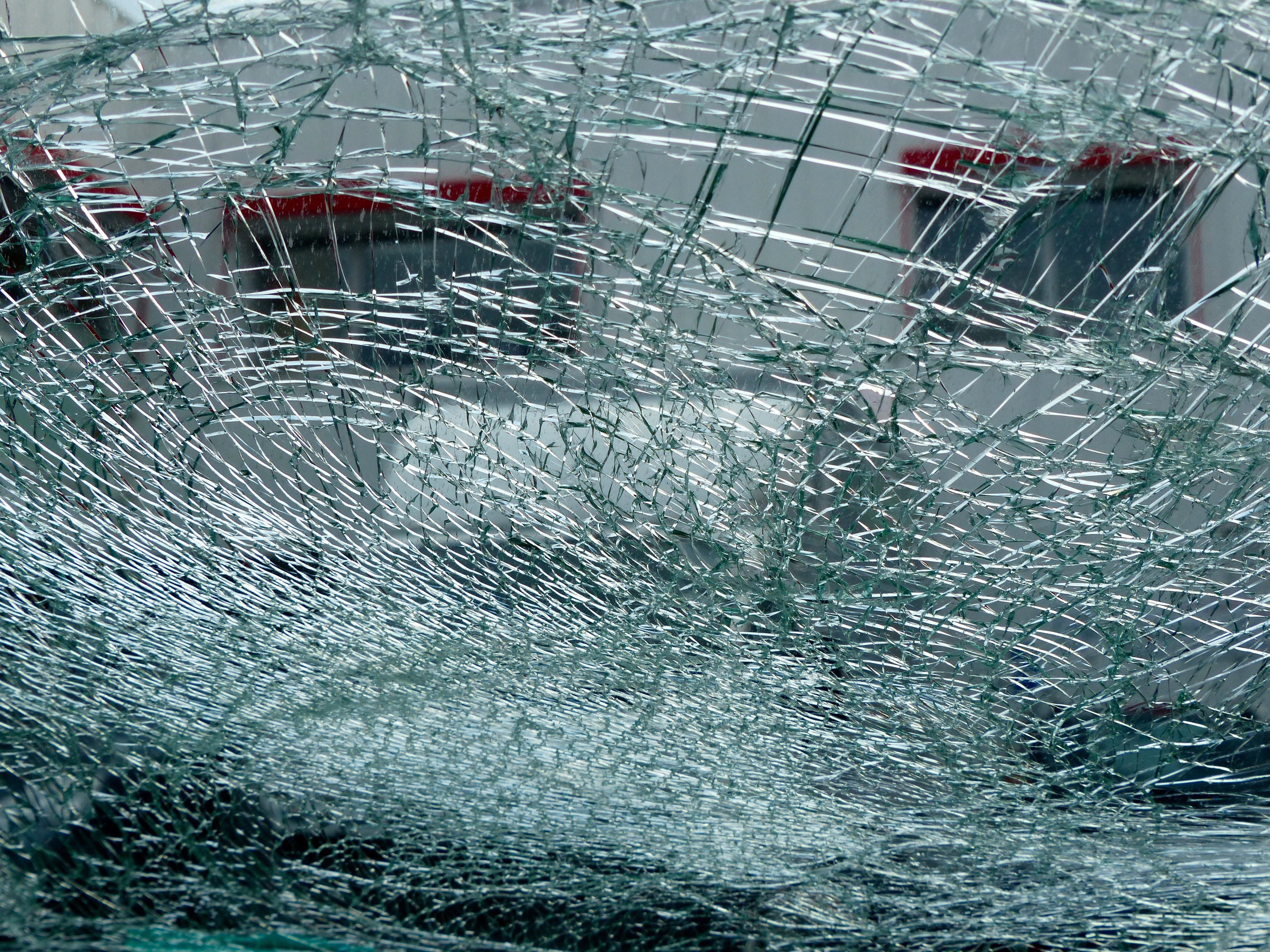
Zerstörte Windschutzscheibe aus VSG nach Eisschlag

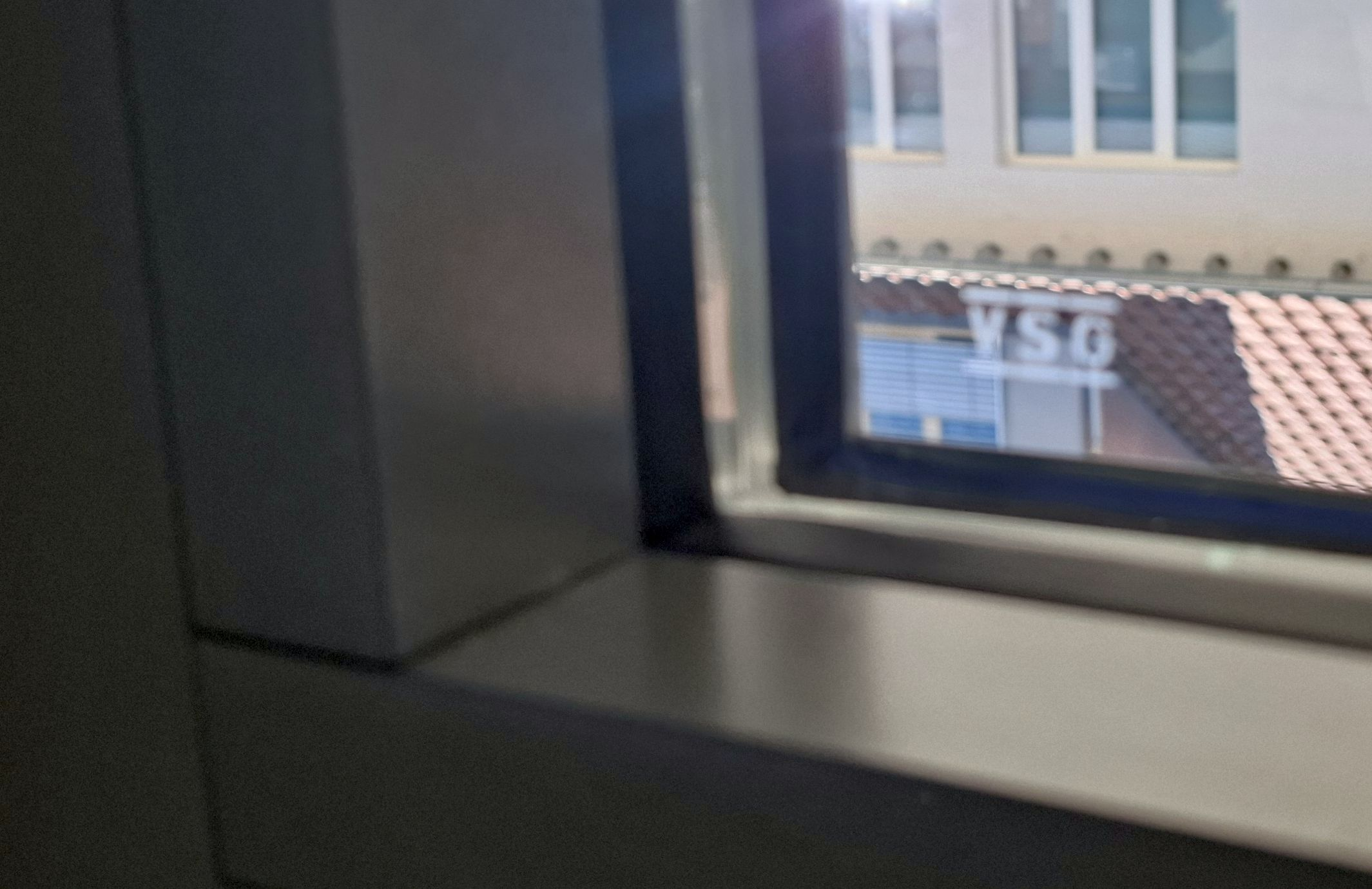
VSG-Scheibe mit Stempel

Verbundsicherheitsglas (VSG), auch Verbund-Sicherheitsglas oder selten Sicherheitsverbundglas, ist ein Verbundglas aus zwei oder mehr Flachglasscheiben, die übereinander gelegt und durch eine reißfeste und zähelastische Folie miteinander verklebt (laminiert) werden. Es weist mehrere Sicherheitsmerkmale gegenüber einer einfachen Flachglasscheibe sowie eine deutlich höhere Schalldämmung auf.
Die zähe Folie wirkt durchschlaghemmend und hält die Bruchstücke nach einer Beschädigung der Glasscheibe zusammen, so dass sich keine gefährlichen Splitter ablösen. Im Gegensatz dazu zerfällt Einscheiben-Sicherheitsglas (ESG) nach dem Bruch in kleine Würfel. Dieses ist jedoch biegesteifer und weniger rissempfindlich als aus gewöhnlichen Glasscheiben gefertigtes Verbundsicherheitsglas.
Die erste Serienproduktion von durch Gelatine- und Cellulose-Schichten verbundenen Sicherheitsgläsern wurde von Édouard Bénédictus in Frankreich im Jahr 1910, in den USA 1911 und durch Ferdinand Kinon in Aachen im Jahr 1913 aufgenommen. In den 30er Jahren wurde es als Sigla-Mehrschichtenglas vermarktet.

## Herstellung
Verbund-Sicherheitsglas verdankt seine Sicherheitseigenschaften einer reißfesten und zähelastischen thermoplastischen Folie zwischen den Glasscheiben, die meist aus Polyvinylbutyral (PVB) oder Ethylenvinylacetat (EVA) besteht.
Im Walzen-Vorverbundprozess wird zunächst in einer Walzenpresse ein Verbund bei einer Erwärmung von ca. 65 °C hergestellt, bei dem die meisten Lufteinschlüsse zwischen den Scheiben herausgewalzt werden.
Danach kommen die Scheiben in den Autoklaven, wo unter Hitze (ca. 140 °C) und Druck (ca. 12 bar) ein dauerhafter Verbund hergestellt wird.
Die 6-stelligen Investitionen für Autoklaven sind für kleinere Unternehmen selten finanzierbar. Diese nutzen daher auch einen autoklavenfreien Prozess mit PVB (nach vorheriger Trocknung der Folie bei ca. 10 % rel. Feuchte) oder die Kunststoffe EVA Ethylenvinylacetat oder TPU (Thermoplastische Elastomere), welche mit kleinen Vakuum-Thermoöfen verbunden werden können, die ab 15.000 Euro erhältlich sind. Die Adhäsion von TPU und EVA gegenüber zusätzlichen Zwischenlagen, wie zum Beispiel Polycarbonat, dichroitischen Folien oder Polyester-LED-Folien, ist höher als von PVB, was die Gefahr von späteren Delaminationen oder Mikrorissen (durch Weichmacherwanderung) mindert.

## Eigenschaften
Verbund-Sicherheitsglas bindet im Falle eines Bruches Splitter und bewirkt damit eine erhebliche Reduzierung der Verletzungsgefahr. Außerdem erschwert die Folie das Durchdringen des Glases: VSG ist die Basis für einen Einbruchschutz. Beim Einsatz genügender Dicken von Folien und Glas entsteht auch Panzerglas.
Ein weiterer Vorteil von VSG gegenüber herkömmlichem Glas ist seine 'Resttragfähigkeit'. Auch nach Teilzerstörung hat das Glas noch eine gewisse Schutzwirkung. VSG wird daher dann angewendet, wenn die Öffnung im Schadensfall verschlossen bleiben soll oder wenn etwa ein Herabfallen von Scherben vermieden werden muss. Zu diesem Zwecke wird immer häufiger VSG aus zwei (oder mehr) TVGs (teilvorgespanntes Glas) gefertigt. Im Zerstörungsfalle hält das VSG dann die Öffnung verschlossen und sackt nicht – wie auf dem Bild zu sehen – in sich zusammen.
Die Windschutzscheiben von Automobilen („Autoglas“) bestehen aus VSG und schützen so die Insassen im Schadensfall vor herumfliegenden Glasscherben und auf die Scheibe treffenden Gegenständen. Bei einigen Modellen der Ober- und Mittelklasse wird VSG auch für Seiten- und Heckscheiben verwendet. Außerdem wird VSG unter anderem verwendet in Schulen, Kindergärten, Hallenbädern, im Wohnbereich, bei vor absturzsichernde Verglasungen (Brüstungen) oder für Überkopfverglasungen (zum Beispiel in Wintergärten).
VSG hat eine schalldämmende Wirkung. Zum Beispiel wird eine Glasscheibe der Zusammensetzung 3 mm + Folie + 3 mm weniger zum Schwingen angeregt als eine Scheibe aus 6 mm dickem Glas – die Folie dämpft die Schwingungen. Zu diesem Zweck gibt es auch extraweiche Folie oder Folien mit einem weichen Kern, die speziell auf Schalldämpfung zugeschnitten sind.
Es gibt Folien verschiedener Dicke (zum Beispiel 0,38 mm und 0,76 mm). Je dicker die Folie/die Folien-Glaskombination, desto stärker hemmt sie Würfe, Schüsse und Druckwellen. Es gibt auch Folien, die matt (statt transparent) oder gefärbt sind. Neben dem VSG mit Folien gibt es auch Verbundglasscheiben (VG) ohne Sicherheitseigenschaften.
Verbund-Sicherheitsglas (VSG) besteht aus mindestens zwei Glasscheiben, die durch eine elastische und reißfeste Polymerfolie miteinander verbunden sind. Die Herstellung von VSG verwendet Flachgläser und 0,38 mm dicke PVB-Folien, die auch in mehreren Schichten laminiert werden können. Diese Methode sorgt dafür, dass bei einer Beschädigung der Scheiben die Bruchstücke an der Folie haften bleiben, wodurch das Verletzungsrisiko gemindert und eine Resttragfähigkeit der VSG-Einheit nach dem Bruch gewährleistet wird.
In die als Zwischenlage dienenden Folien können auch Heiz- und Antennen-Systeme sowie LEDs als Leuchtelemente integriert werden.

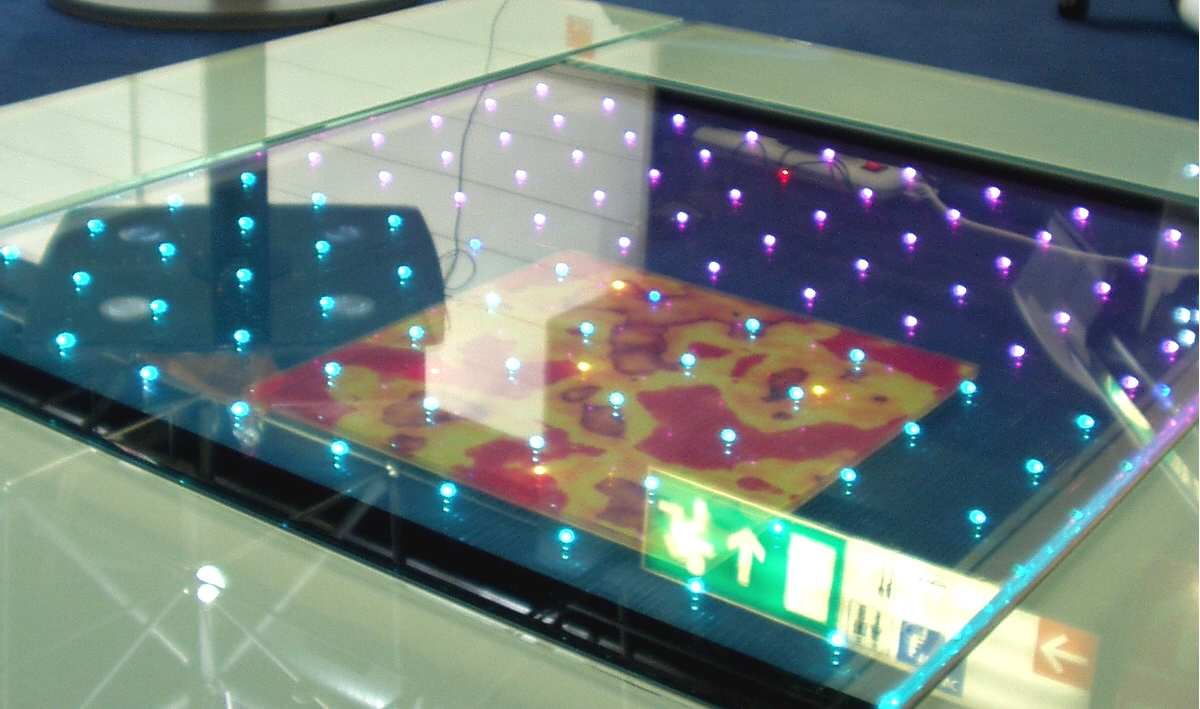
Verbundsicherheitsglas mit eingebetteten Leuchtdioden als Fußbodenbelag

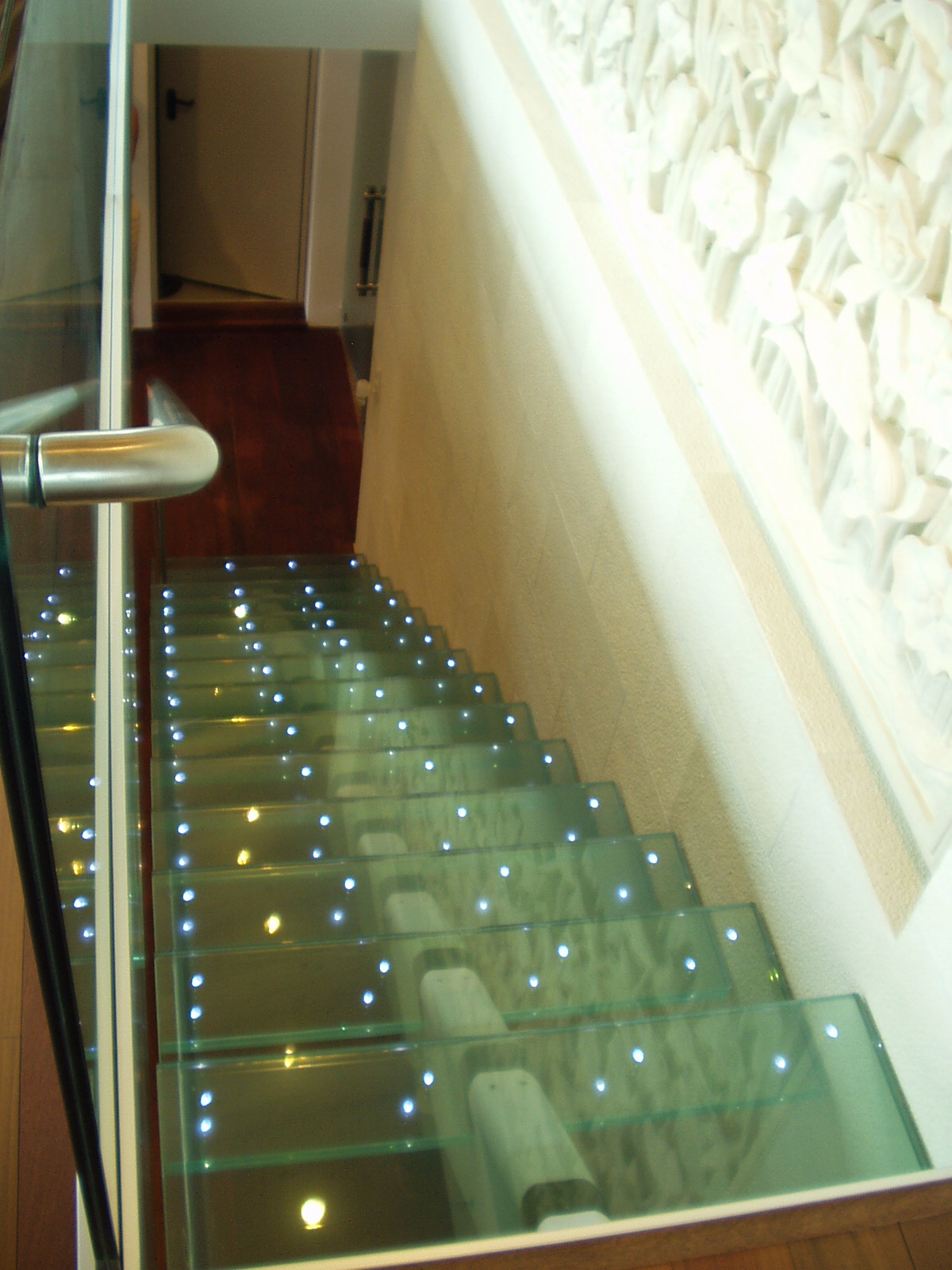
Illuminierte Treppenstufen aus Verbundsicherheitsglas

## Kurzbezeichnungen
Verbund-Sicherheitsglas wird geschrieben als zwei Zahlen zwischen 2 und 19, gefolgt von einem Punkt und einer dritten Zahl, normalerweise zwischen 1 und 6.
- Die erste Ziffer ist die Scheibendicke der ersten Scheibe in Millimetern
- Die zweite Ziffer ist die Scheibendicke der zweiten Scheibe in Millimetern
- Die dritte Ziffer ist die Dicke der Folie in 0,015 Zoll (1: 0,38 mm; 2: 0,76 mm; …)

Beispiele:
- VSG 0033.1: 03 mm Scheibe + 0,38 mm Folie + 03 mm Scheibe
- VSG 0044.1: 04 mm Scheibe + 0,38 mm Folie + 04 mm Scheibe
- VSG 0086.2: 08 mm Scheibe + 0,76 mm Folie + 06 mm Scheibe
- VSG 1212.4: 12 mm Scheibe + 1,52 mm Folie + 12 mm Scheibe

Andere Schreibweise (z. B. in Großbritannien üblich), Beispiele:
- 06.4 = 2 × 3 mm Glas und 0,4 (0,38) mm Folie
- 08.8 = 2 × 4 mm Glas und 0,8 (0,76) mm Folie
- 11.5 = 2 × 5 mm Glas und 1,5 (1,52) mm Folie
- 12.8 = 2 × 6 mm Glas und 0,8 (0,76) mm Folie
- 13.5 = 2 × 6 mm Glas und 1,5 (1,52) mm Folie

## Anforderungen und Prüfung
Anforderungen und Prüfverfahren werden in der DIN 52290 geregelt, die teilweise durch die DIN EN 356 ersetzt wurde.
Zur Prüfung der Eigenschaften von Verbund-Sicherheitsglas dienen u. a. der so genannte Pummeltest, Kugelfallversuch, und Baketest. Der Pummeltest (aus dem Englischen von to pummel = schlagen) zeigt durch Hämmern eines VSGs bei minus 18 °C, wie viele Glasstücke bei Bruch der Scheibe an der eingearbeiteten Folie haften bleiben bzw. wie viele sich lösen und damit ein Verletzungsrisiko darstellen.
Durchwurfprüfung und Durchbruchprüfung erfolgen nach DIN EN 356:2000-02 und Pendelschlagversuche unter anderem nach EN 12600.
Die Prüfergebnisse erlauben die Einordnung in die Widerstandsklassen für einbruchhemmende Bauteile nach DIN V ENV 1627 ff.